# Mazda MPV
 (août 2020).
Si vous disposez d'ouvrages ou d'articles de référence ou si vous connaissez des sites web de qualité traitant du thème abordé ici, merci de compléter l'article en donnant les références utiles à sa vérifiabilité et en les liant à la section « Notes et références ».
Le MPV est un monospace du constructeur Mazda. Il commence sa carrière d'abord aux États-Unis puis au Japon et enfin en Europe. 
Il en est actuellement à sa troisième génération, essentiellement diffusée en Asie.

## Première génération (1988 - 1999)

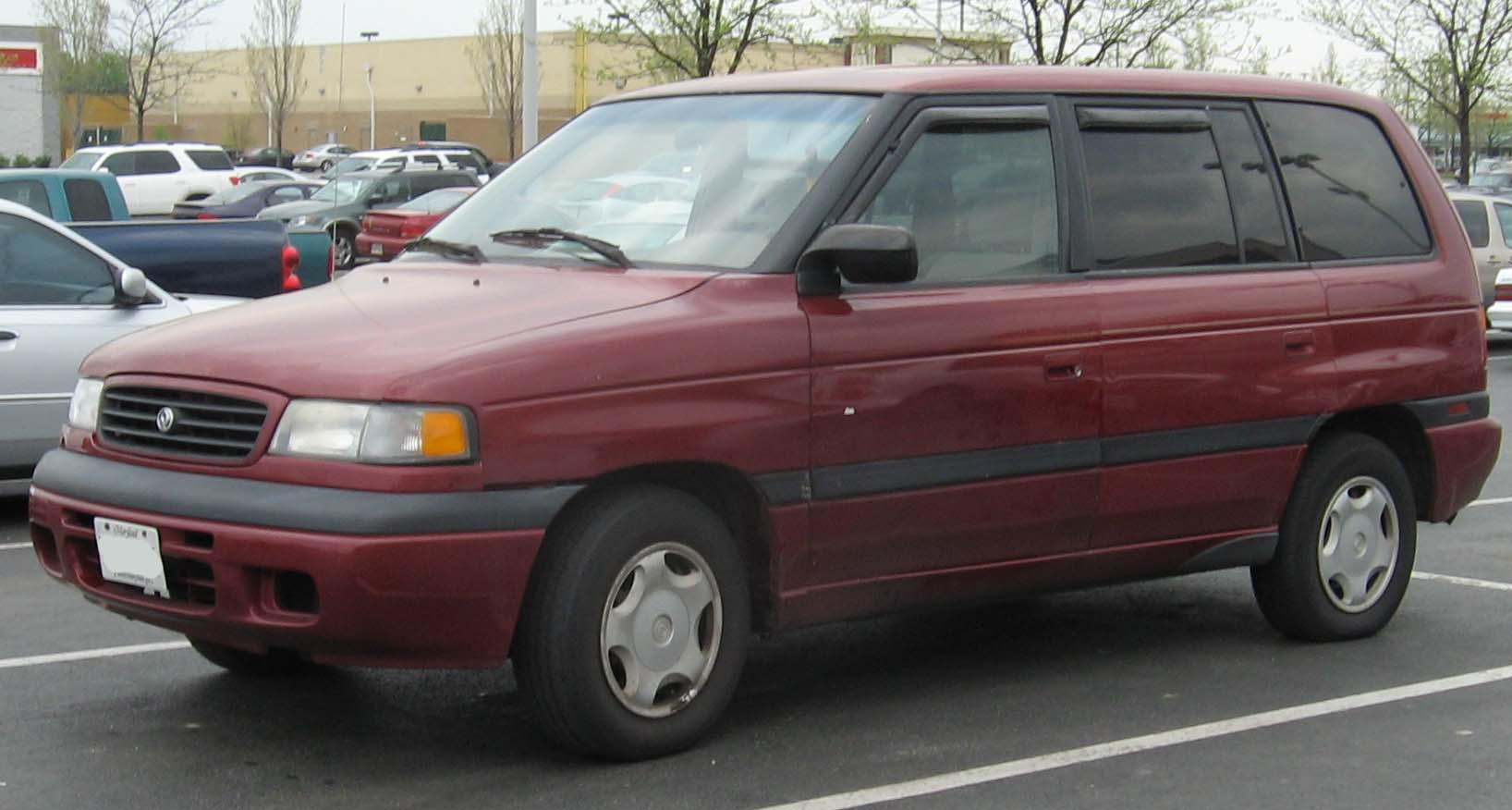
MPV phase 2, importé en France.

Dès 1988, alors que les premiers monospaces (Chrysler Voyager, Renault Espace) sont encore jeunes, Mazda se lance dans cette catégorie. Son MPV sort en septembre 1988 et compte une porte côté conducteur et deux côté passager. Il s'agit donc, en comptant le hayon, d'un modèle à 4 portes. Son vaste habitacle accueille, selon les versions, 5, 7 ou 8 personnes. Son nom provient directement de la catégorie à laquelle il appartient : en effet, entre minivan et monospace circule à l'époque l'appellation « Multi Purpose Vehicle » (véhicule multi-usages) dont les initiales forment le nom du monospace Mazda.
Le MPV commence sa carrière en septembre 1988 aux États-Unis. Il reçoit alors un 4 cylindres 2,6 litres de 121 ch, associé à une boîte manuelle 5 vitesses ou une automatique à 3 vitesses. 
Un an plus tard, fin 1989, un V6 3 litres de 155 ch complète la gamme et le MPV commence sa carrière japonaise.
Il faudra attendre le salon de Detroit de janvier 1991 pour voir arriver une version à quatre roues motrices (le MPV est à l'origine une propulsion). D'abord associée au V6, cette transmission sera ensuite également livrable sur le 4 cylindres au Japon. Les MPV 4WD profitent d'un réservoir d'essence porté de 60 à 75 litres.
1996, restylage, arrivée en France
Mazda offre un important restylage à son gros monospace pour l'année 1996. Si la nouvelle calandre et les boucliers plus importants allongent la carrosserie de près de 20 cm, le style reste plutôt pataud et vieillissant. C'est la partie technique qui, en réalité, évolue le plus. Le vieux 4 cylindres 2,6 litres de 121 ch laisse en effet place à un 2,5 litres de 125 ch pouvant enfin être livré avec une boîte automatique à 4 rapports. Un diesel est également installé sous son court capot : un 2,5 litres de 115 ch, livré avec une boîte manuelle 5 vitesses, qui lui permettra d'envisager une carrière européenne et notamment française. Enfin, le MPV dispose désormais de 4 portes latérales.
Arrivant sur le marché français en juin 1996 avec un style daté, au moment où la concurrence est nombreuse et active (Renault Espace renouvelé, Citroën Evasion, Volkswagen Sharan...), le MPV devra se contenter d'une très modeste carrière dans l'hexagone : 156 immatriculations en 1996, 270 en 1997, 226 en 1998 et 96 en 1999. Il ne sera proposé qu'en diesel et en version 8 places avec une modularité un peu dépassée également : la banquette centrale coulisse, certes, mais celle du fond ne s'escamote pas dans le plancher, ni ne se retire.

## Deuxième génération (1999 - 2005)

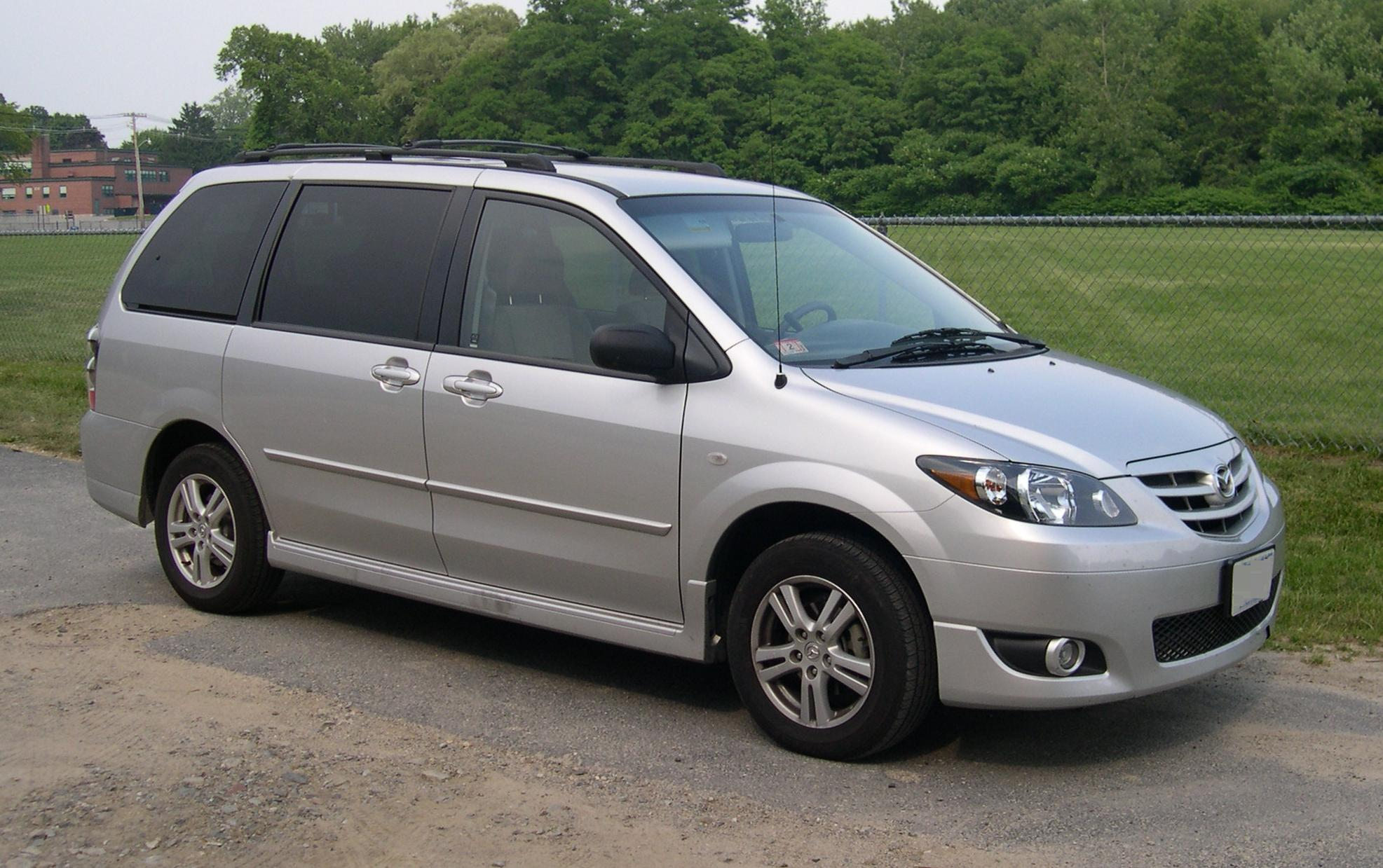
La phase 2 du MPV
deuxième génération

Après une longue, très longue carrière, le premier MPV passe enfin le relais à un nouveau modèle en 1999. Ce deuxième MPV, à 7 places, se caractérise par une carrosserie nettement plus moderne, et qui repose sur une plate-forme réactualisé à traction et non plus propulsion. Les Japonais ont, eux, toujours droit à des versions à quatre roues motrices.étant vendu en peu d'exemplaire pour le marché européen il fut concurrent des Renault espace et Peugeot 806
La gamme de départ
Ce deuxième MPV, qui conserve des portes latérales arrière coulissantes, est présenté en août 1999 et fait ses débuts en France en décembre suivant. Mais le diesel, qui avait finalement été proposé sur la précédente génération, se fera attendre longtemps. Le MPV sort en effet en France avec un seul moteur essence, un 2 litres de 121 ch. Celui-ci développe 136 ch au Japon où il peut, en plus de la boîte manuelle, s'associer à une boîte automatique à 4 vitesses. Pour le Japon et les États-Unis, le MPV propose également un V6 2,5 litres de 170 ch.
Restylage et diesel en 2002
Il faut attendre l'année 2002 pour que le MPV évolue nettement. Il profite d'un restylage dès janvier aux États-Unis et à partir de mars en Europe. Il reçoit alors non seulement l'appoint d'un V6 3 litres essence de 200 ch (197 au Japon) associé cette fois à une boîte automatique 5 vitesses (il ne sera pas importé en France). Mais il change également son 2 litres essence pour un 2,3 litres de 141 ch (qui développe 163 ch au Japon sur les MPV traction et 159 sur les MPV 4WD). Ce 2,3 litres ne restera qu'un an au catalogue français.
Et surtout, arrive un 2 litres turbo diesel à rampe commune de 136 ch. Ce moteur, livré exclusivement en boîte manuelle 5 vitesses, permettra de faire un peu décoller ses ventes en France jusque-là très faibles... mais sans faire de miracles : dans l'Hexagone, 182 MPV avaient été immatriculés en 2000 mais le chiffre était tombé à 55 en 2001. Il remonte à 191 en 2002 puis 309 en 2003 mais ne dépassera pas 328 en 2004. Le MPV est ensuite retiré du marché et seuls 37 exemplaires seront immatriculés en 2005. 
Il sera remplacé au début de 2006 par un nouveau modèle, mais seulement sur le continent asiatique.

## Troisième génération (2006 - 2016)
La troisième vie du MPV débute en février 2006 au Japon. Cette fois-ci, le grand monospace de Mazda se réserve à certains marchés d'Asie, Japon en tête. En Europe, Mazda préfère miser sur le plus compact Mazda 5, tandis qu'aux États-Unis les SUV CX-7 et CX-9 font office de remplaçants du MPV. Toujours appelé MPV au Japon, ce monospace devient Mazda 8 à Hong-Kong, en Chine et en Malaisie. Il est aussi vendu en Thaïlande, sous le nom MPV comme au Japon. 
Une gamme simplifiée
Mazda se simplifie la tâche en ne visant qu'une partie des marchés asiatiques : pas besoin de gros V6 indispensable pour les États-Unis, ni de diesel nécessaire pour l'Europe. Un 4 cylindres essence suffit, décliné toutefois en deux versions : atmosphérique de 163 ch ou turbo de 245 ch. C'est le 2,3 litres turbo qui équipe les Mazda 3 et 6 MPS ainsi que le CX-7. Comme précédemment, les Japonais peuvent commander leur MPV en traction ou en quatre roues motrices. Le bloc 163 ch en traction est d'abord livré avec une boîte automatique à 4 vitesses, puis gagne une cinquième vitesse à partir de 2008. Les versions 4 roues motrices et turbo sont, elles, systématiquement équipées d'une boîte automatique à 6 rapports.
Plus bas que son prédécesseur, plus dynamique d'aspect, le MPV troisième génération, qui embarque 8 personnes à son bord, va avoir bien du mal à convaincre la clientèle nippone, friande de gros monospaces assez imposants. L'objectif de 3 000 ventes par mois dans l'Archipel annoncé à la sortie sera loin d'être atteint. La première année, 28 413 MPV sont vendus au Japon, soit une moyenne inférieure à 2 500 ventes par mois. Le score tombera à 20 530 en 2007, à 13 444 en 2008 pour passer définitivement sous les 10 000 ventes annuelles à partir de 2009.
Depuis le courant 2010, le moteur turbo n'est plus au catalogue. Le MPV poursuit donc sa carrière avec son seul 2,3 litres atmosphérique, en traction et boîte automatique 5 vitesses, ou intégral (uniquement au Japon) en automatique 6 vitesses.